# De godenmakers
De godenmakers (Engelse titel: The God Makers of The Godmakers) is een sciencefictionroman uit 1972 van de Amerikaanse schrijver Frank Herbert. Het is een roman, die samengesteld is uit vier eerdere verhalen van Herbert. In 1978 verscheen een Nederlandse vertaling bij Born NV Uitgeversmaatschappij in de serie Born SF. Later verscheen een heruitgave bij Prismaboeken, hetgeen opvallend is, want de succesreeks Duin van Herbert verscheen bij Meulenhoff.

## Synopsis
Het verhaal speelt zich af in een heelal dat bevolkt wordt door allerlei volken en stammen. Men kan met hypersnelheid van de ene naar de andere wereld reizen. Voor wat de tijdlijn wordt geen specifieke periode benoemd, duidelijk is echter dat er een intergalactische oorlog heeft plaatsgevonden. Na het uitwoeden van die oorlog proberen de volkeren te voorkomen, dat een nieuwe oorlog kan ontstaan. In die situatie moet bemiddelaar Lewis Orne van Onderzoek-Aanpassing met medewerking van de Herontdekkings- en Heropvoedingsdienst op onderzoek op de planeet Hamal aan de rand van het bekende universum. Daar zijn ontluikende religies ontstaan, waarbij de kans op een nieuwe oorlog ingeschat moeten worden. Orne is helderziend en kan dus in het heden bekijken of en zo ja wanneer een nieuwe oorlog gaat beginnen. Hij heeft daarbij zwaar geschut achter de hand. Mocht het namelijk uit de hand lopen, dan zal de planeet met al haar bewoners kaal gestript worden door de opleider van Orne, Stetson.
Op een andere planeet voorkomt Orne een burgeroorlog door een familieruzie in eigen kring te beslechten. Het slot van de roman bestaat uit het vierde verhaal, waarin Orne naar de planeet Amel wordt geroepen. Hij wordt daar wegwijs gemaakt in een priesterschap te combineren met zijn psi-gaven, zodat hij uiteindelijk kan uitgroeien tot een nieuwe god.
Het boek leunt zwaar op een religieuze achtergrond. Elk hoofdstuk wordt voorafgegaan door religieuze citaten uit die toekomst. De verhalen dateren uit eind jaren vijftig toen Herbert ook al met Duin bezig was. De vlotte verhaaltrend uit Duin is dan ook in dit boek zichtbaar.
De vier verhalen, alle uit Astounding Science Fiction zijn:
- You take the high road (mei 1958)
- Missink link (februari 1959)
- Operation Haystack (mei 1959)
- The priests of psi (februari 1960)

De aparte verhalen zijn niet in het boek aangegeven.    